# مملكة دبلن
مملكة دبلن هي مملكة نوردية أسسها الفايكنج في القرن التاسع بعد غزوهم للمنطقة حول دبلن، وتعد أول مملكة نوردية في جزيرة أيرلندا وأكثر مملكة استمرت عليها. المنطقة التي تواجدت عليها معظمها جزء من مقاطعة دبلن اليوم. الشماليون قد أشاروا إلى المملكة باسم Dyflin والمشتقة من الأيرلندية Dubh Linn والتي تعني «البركة السوداء».